# Truestory
Truestory (ehemals JesusHouse) ist eine 1998 gegründete christliche, evangelistische Aktion für Jugendliche im deutschsprachigen Raum, die von dem christlichen Verein ProChrist mit Sitz in Kassel veranstaltet wird. Bis März 2022 hieß die Veranstaltung JesusHouse.

## Konzept
Truestory sind überkonfessionelle Veranstaltungen für Teenager und junge Erwachsene, die parallel von mehreren hundert christlichen Jugendgruppen ausgerichtet werden. Musik (u. a. mit Bands der christlichen Szene), Multimedia, Interviews, Aktionen und Impulsvorträge gehören zum Programm des Jugendevents, das etwa alle drei Jahre organisiert wird.
Bis 2007 bestand JesusHouse aus jeweils einer Zentralveranstaltung, die per Satellit bzw. Live-Stream europaweit an rund 1.000 Veranstaltungsorte übertragen. wurde. Seit 2010 haben die Gastgeber die Wahl zwischen einer Public Viewing-Variante und einer individuellen Woche mit einem eigenen Redner bzw. einer eigenen Rednerin. Das Programm sieht an jedem Veranstaltungsort etwas anders aus, je nach Zielgruppe und Örtlichkeit. Neben einer Bühnenform ist seit 2017 auch ein eher dialogisch gestaltetes Programm möglich.

## Organisation
Der ProChrist e. V. ist seit 1993 eine überkonfessionelle Initiative von Christen unterschiedlicher Kirchen. Der Verein wird nahezu ausschließlich von Spenden getragen. Durch ProChrist-Live-Veranstaltungen (für Erwachsene) und JesusHouse-Themenwochen (für Teenager und junge Erwachsene) unterstützt der Verein Kirchengemeinden dabei, Menschen mit dem christlichen Glauben bekannt zu machen. Dabei werden zentrale Glaubensthemen gut nachvollziehbar erklärt und es wird zum christlichen Glauben eingeladen. ProChrist-Live-Wochen finden kontinuierlich an unterschiedlichen Orten in Deutschland und dem europäischen Ausland statt.
Grundlage für alle JesusHouse- und ProChrist-Veranstaltungen ist die Glaubensbasis der Deutschen Evangelischen Allianz und die Lausanner Verpflichtung von 1974. Außerdem orientiert sich der Verein an den Verhaltensempfehlungen von Mission Respekt und dem ökumenischen Dokument  ‚Christliches  Zeugnis in einer multireligiösen Welt'.
Das Projekt Truestory (wie zuvor JesusHouse) wird von einem Leitungskreis verantwortet. In vielen AGs und einer Projektgruppe sind Hauptamtliche der ProChrist-Geschäftsstelle sowie zahlreiche Ehrenamtliche engagiert. Bis 2017 leiteten Klaus Göttler und Dieter Braun JesusHouse. Die aktuellen JesusHouse-Leiter sind Julia Garschagen und Kai Günther.
Neben Zuwendungen durch die EKD und einzelnen Landeskirchen wird die Veranstaltung durch Spenden finanziert. Die EKD beteiligte sich im Jahre 2004 mit 150.000 Euro an den Gesamtkosten von 2,5 Millionen Euro, einzelne Landeskirchen steuerten weitere 50.000 Euro bei. 2007 betrugen die Gesamtkosten rund drei Millionen Euro, die hauptsächlich durch Spenden gedeckt wurden.

## Veranstaltungen

### JesusHouse 1998
Die erste Veranstaltung fand am 30. und 31. Januar 1998 als ein evangelistisches Programm im Rahmen von Pro Christ 97 statt. Sie wurde aus dem Forum in Nürnberg an 450 Orte übertragen, Hauptreferent war der Marburger Evangelist Roland Werner.

### JesusHouse 2000

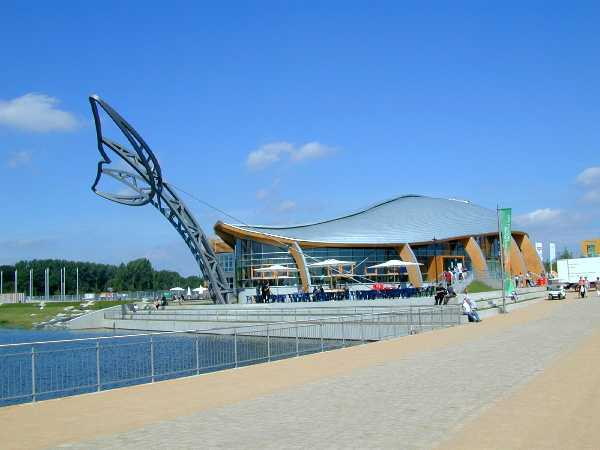
Expo 2000-Wahrzeichen: Pavillon der Hoffnung von WVD, CVJM und DEA.

Die zweite JesusHouse-Veranstaltung wurde vom 10. bis 14. Oktober 2000 von der Expo 2000 in Hannover übertragen. Sie fand im Pavillon der Hoffnung (dem „Expo-Wal“) statt. Die Referenten waren Roland Werner, Johannes Müller, Lutz Scheufler, Ulrich Scheffbuch und Klaus Göttler. Im musikalischen Rahmenprogramm waren die Bands Baff, Judy Bailey, Beatbetrieb, Sarah Brendel, One Accord, Danny Plett und W4C beteiligt.

### JesusHouse 2004
JesusHouse 2004 fand vom 16. bis 20. März 2004 im Tränenpalast in Berlin statt.
Die Veranstaltung wurde in über 730 Orte (davon 591 in Deutschland) in 10 europäischen Ländern übertragen, dabei standen Synchronübersetzungen in sechs Sprachen zur Verfügung. Die Hauptredner waren Christina Riecke (jetzt: Christina Brudereck) und Torsten Hebel. Im musikalischen Rahmenprogramm traten u. a. Künstler wie Judy Bailey auf. Die 591 deutschen lokalen Veranstaltungen wurden durch eine Zusammenarbeit von 2114 christliche Gemeinden und Gruppen organisiert, an 63 Prozent der Orte war die jeweilige Landeskirche beteiligt. Insgesamt besuchten ca. 400.000 Jugendliche (der Altersdurchschnitt war 17,5 Jahre) die JesusHouse Übertragung. Weitere 12.000 Personen verfolgten die Veranstaltung im Internet. JesusHouse war für Jugendliche und junge Erwachsene zwischen 16 und 25 Jahre konzipiert.
Zum Abschluss der Woche gab es ein JesusHouse-Finale. Im Sindelfinger Glaspalast trat unter anderem auch Judy Bailey vor über 5.000 Zuschauern auf.

### JesusHouse 2007
JesusHouse 2007 fand vom 24. bis 28. April 2007 in der Hamburger Fischauktionshalle und an über 740 lokalen Veranstaltungsorten statt, die nach Schätzungen des Veranstalters von etwa 100.000 Menschen pro Abend besucht wurden. 15.000 Mitarbeiter ermöglichten die Durchführung. Pastorin Christina Brudereck und der Schauspieler und Komiker Torsten Hebel predigten; daneben traten bekannte christliche Sänger, unter anderen Thomas Enns (Ex-Deutschland-sucht-den-Superstar-Kandidat) sowie der Musiker, Musikproduzent und Popstars-Juror Dieter Falk und der Sänger Patrick Nuo auf.

### JesusHouse 2010/2011
JesusHouse 2010/2011 folgte einem neuen Konzept. An 300 Orten wurden fünftägige lokale Events für 16- bis 20-Jährige angeboten (JesusHouse lokal). Die Zentralveranstaltung fand dann vom 30. März bis 2. April 2011 in der Porsche-Arena in Stuttgart statt und wurde live in 700 Veranstaltungsorte übertragen. Moderiert hat Tim Niedernolte.

### JesusHouse 2017
Im Aktionszeitraum zwischen 20. Februar und 9. April nahmen 825 Gruppen an 275 Orten mit insgesamt 85.000 Besuchern teil. Die Treffen waren für die Zielgruppen der 13- bis 17-Jährigen sowie für 17- bis 21-Jährigen ausgerichtet. Das Konzept sah unterschiedliche Formate vor: von zentralen Veranstaltungen in Wien und in Schwäbisch Gmünd wurde das Programm per Satellit an 113 Orte vor allem in Deutschland übertragen. An den anderen Orten organisierten die lokalen Veranstalter gottesdienstähnliche Treffen mit einem von 150 Rednern. Bei der Variante jesushouse@home luden junge Gastgeber ihre Freunde ins Wohnzimmer ein, um sich das Programm als Videostream anzusehen.

### JesusHouse 2020
Vom 24. Februar 2020 bis zum 5. April 2020 fand JesusHouse zum siebten Mal statt. Unter dem Motto „A new way to be human“ luden Gemeindejugenden bundesweit zu evangelistischen Abenden ein. Das Programm war für 13-17-Jährige konzipiert. Innerhalb des Aktionszeitraums sollte eine Livestream-Woche angeboten werden, in die sich Veranstaltungsorte einklinken hätten können.
Bis zum 13. März 2020 konnten an 60 Orten Veranstaltungen mit 27.000 Besuchern durchgeführt werden. Weitere Veranstaltungen waren dann durch die Verbote infolge der COVID-19-Pandemie nicht möglich. Darauf wurde der geplante Livestream für alle abrufbar ins Internet gestellt. Nach Angaben von JesusHouse wurde dies von 491.000 Zuschauern aufgerufen.

## Besucherzahlen
JesusHouse in Zahlen:

| Jahr | Übertragungsorte        | Besucher | Orte |
| ---- | ----------------------- | -------- | ---- |
| 1998 | Nürnberg                | 120.000  | 439  |
| 2000 | Hannover                | 225.000  | 510  |
| 2004 | Berlin                  | 420.000  | 730  |
| 2007 | Hamburg                 | 400.000  | 750  |
| 2011 | Stuttgart               | 160.000  | 492  |
| 2017 | Wien & Schwäbisch Gmünd | 85.000   | 275  |
| 2020 |                         | 27.000 1 | 060  |

## Diskografie
- 2010 Album: Gracetown #02: Das ist unsre Zeit
- 2010 Album: Gracetown #01: Du bleibst
- 2008 Album: JesusHouseBand – Von Jesus Bewegt (Hänssler Verlag, offizielles Album zum Christival 2008)
- 2007 Album: JesusHouseBand – House of Love (Hänssler Verlag)
- 2007 Single: JesusHouseBand – House of Love (Hänssler Verlag)
- 2004 Album: Verschiedene – ...ankommen! – JesusHouse music sampler – die besten Songs aus dem JesusHouse 2004 (SCM / 'JesusHouse'/ProChrist e. V.) [limitierte Auflage]
- 2000 Album: Verschiedene – JesusHouse – music for the future (Felsenfest / Kawohl)